# Märchlerdeutsch
Märchlerdeutsch (auch Märchler Dialekt oder Märchlerisch, im Dialekt Märchlertüütsch) ist der angestammte schweizerdeutsche Dialekt des Bezirks March im Kanton Schwyz. Es handelt sich um einen Übergangsdialekt mit Elementen sowohl des Hochalemannischen als auch des Höchstalemannischen.

## Abgrenzung und Verbreitung
Unter Märchlerdeutsch versteht man in der Regel die ursprüngliche Mundart der March, nicht aber die verschiedenen stark ans Zürichdeutsche angeglichenen Sprechweisen der jüngeren und zugewanderten Bevölkerungsschichten. Spricht jemand einen ausgeprägten Dialekt, so sagt man er märchleret.
Am besten hält sich das Märchlerdeutsche im etwas abgelegenen Wägital, am meisten an den Dialekt der Agglomeration Zürich angeglichen hat sich die Untermarch, allen voran der Bezirkshauptort Lachen. Der Verbreitungsgrad ist indes viel weniger geografisch als durch die Generationszugehörigkeit bedingt.
Der Märchler Dialekt ist dem Einsiedler Dialekt sehr ähnlich. Dieser steht vor allem im Wortschatz dem Innerschwyzer Dialekt etwas näher, hat aber weitgehend den gleichen Lautstand wie das Märchlerdeutsche.

## Lautstand
Der höchstalemannische Anteil am Märchlerdeutschen zeigt sich hauptsächlich im konservativen Vokalismus. Der Märchler sagt – mit Bewahrung von mittelhochdeutsch langem ii, uu, üü auch im Hiat und im Wortauslaut – e fryye Maa buut es nüüs Huus, wogegen es im benachbarten Zürichdeutsch diphthongiert en freie Maa bout e nöis Huus heisst.
Weniger konservativ ist die Märchler Mundart im Umgang mit den ursprünglichen Langvokalen ee, oo und öö, die zu ey, ou und öi zerdehnt werden, z. B. Sey (See), Broud (Brot), ghöirig (gehörig, regelrecht).
Da mittelhochdeutsch langes aa in einer ersten Stufe zu oo wurde, findet man auch in diesen Wörtern die typische Zerdehnung: Är gout d Schtrouss duraab, dt. Er geht die Strasse hinunter. In Wörtern mit erst sekundär langem aa bleibt dieses aber bewahrt; so sagt man etwa Maa (Mann) – aber Mou (Mond), denn im ersten Fall liegt alte Kürze, im zweiten alte Länge vor.
Die Bildung eines Sprossvokals vor postkonsonantischem -n (manchmal auch -m) mit anschliessendem Schwund des Nasals ist ein weiteres höchstalemannisches Element in der Märchler Mundart: gääre (gern), moure (morgen), Chäre (Kern), Ture (Turm).
Diminutive können auch ohne Umlaut gebildet werden: Chueli statt Chüeli, Huusli statt Hüüsli.

## Grammatik
Die Grammatik des Märchlerdeutschen zeigt keine grossen Unterschiede zu den benachbarten Dialekten. Einige Besonderheiten werden von den Sprechern zwar als typisch märchlerisch empfunden, doch trifft man sie auch andernorts an:
- Das Perfekt einiger Verben kann mit sein anstatt haben gebildet werden, so z. B.: Är isch bi üüs gwonnt, dt. er hat bei uns gewohnt.
- Die Verbform chönd ist die Mehrzahlform sowohl von kommen als auch von können. Mir chönd heisst also nicht nur wir können, sondern auch wir kommen. Die dritte Person Singular von können lautet bei einigen Sprechern chatt: Dey chatt miir id Schue blouse!, dt. Der kann mir mal!, wörtl.: Der kann mir in die Schuhe blasen.
- Die zweite Person Singular von wollen lautet witt; wie bei allen Verben fällt in der Fragestellung das Pronomen weg bzw. – genauer – wurde es an die Endung des Verbs assimiliert: Witt mitchou?, dt. Willst du mitkommen?
- Zahlreiche Konditionalformen mit u-Ablaut haben sich erhalten: wäni schnäller lùùf, dt. wenn ich schneller liefe, oder ich chùùf ne nüüd, dt. ich würde ihn nicht kaufen.
- Wie beispielsweise im Berndeutschen dient die zweite Person Plural als Höflichkeitsform: Wetted Er näimis trinke?, dt. Wollen Sie etwas trinken?. Noch bis zur Mitte des 20. Jahrhunderts gab es Familien, in denen die Kinder auch ihre eigenen Eltern mit dieser Höflichkeitsform anzusprechen hatten.
- Verschmelzung der Präposition bi (bei) mit dem Dativ des Personalpronomens, mit Längung des Vokals: byymer, byyder, byynem, byynnere, byynis, byynech, byyne (bei mir, dir etc.). Diese Formen werden u. a. anstelle des dt. dabei verwendet, z. B. Händ er ds Abonema byynech? – Ja, mir händs byynis, dt. Habt ihr das Abonnement dabei? – Ja, wir haben es dabei.

Eine Gemeinsamkeit mit den höchstalemannischen Dialekten ist (oder war bis in die jüngere Vergangenheit) die Möglichkeit, das prädikative Adjektiv zu flektieren: Die Hüüser sind zimmli höichi gsyy, dt. Diese Häuser waren ziemlich hoch.

## Wortschatz
Viele als mehr oder weniger typisch empfundene Märchler Wörter existieren in gleicher oder ähnlicher Lautung auch in anderen Dialekten, sind aber insbesondere in den nördlichen Nachbarmundarten oft verloren gegangen. Hier eine Liste solcher Ausdrücke:
- aalääg – (Gelände) leicht ansteigend (im Gegensatz zu gääch, dt. „steil“)
- aamächelig – verlockend
- Aaräisig (f) – Umstände (Machet doch nüd e sonen Aaräisig!, dt. „Machen Sie doch nicht solche Umstände!“)
- aaräisä (f) – vorbereiten
- Aarfle (f) – Armvoll (analog zu e Hampfle – eine Handvoll, entstand aus „e Hand volle“, „e Arm volle“)
- äärflig – sich umarmend
- Ägerischt, pl. Ägerschte – Elster
- äinertuur – andauernd
- äinesmol – plötzlich
- äister, äistig (nicht äischter, äischtig!) – immer, andauernd
- albig – manchmal
- alpot – immer wieder
- allwääg! – denkste! (vgl. berndeutsch äuää!)
- Amedyysli – (abschätzig) Ehefrau
- änes – jenes, jene (Frau, Mädchen)
- Ankä (m) – Butter
- abgele – ruckartig abrutschen (wenn man etwas mit viel Kraft festhält)
- asewääg – auf diese Weise, so
- Augetrachter (neuer: Augewächter): Griesskorn am Augenlid
- Bale (m), pl. Bäle – Fensterladen
- bäidewääg – auf beide Arten, beiderlei
- bäite – warten
- baldane – bald darauf
- Bälebrittli (n), (nicht -brättli!) – Holzlamellen der Fensterläden
- äigis, öppis äigis – etwas eigenes, sys äigis – sein eigenes
- Ankebluem (f) – Löwenzahn (wörtl. „Butterblume“)
- Bääsi (n!) – Tante (nicht „Cousine“!)
- Bäcki (m) – Husten
- Biilihung (m) – Bienenhonig
- bimäich (adv.) – wirklich, tatsächlich (abgewandelt von „beim Eid“)
- blöid – zu wenig gesalzen
- blougä – (jemanden) necken, ärgern
- Blouscht (m) – von heftigem Wind begleiteter Platzregen
- Bluetschwile (f) – Bluterguss
- Blütti (f) – mooriger Wiesenabschnitt
- Bödel (m) – Brotanschnitt
- Böle (f) – Zwiebel
- bousgä – etwas anstellen (im negativen Sinne)
- Bowäärli (n) – Erbse (frz. pois verts grüne Erbsen)
- Brochet (m) – Juni (Brachmonat)
- bröige – (von einem Butzi an der Fasnacht) mit verstellter Stimme sprechen
- bünngä – (jemanden) stossen, schupsen
- bröilä – übertreiben
- Brüütli (n), v. a. in der Zusammensetzung Ankebrüütli – Butterbrot (für andere „Brötchen“ sagt man Bröitli)
- Bütschgi – Kerngehäuse
- Butzi, pl. Butzene – verkleideter Fasnachtsteilnehmer
- chäch – wohlgenährt, vollschlank (eher für Frauen, bei Männern eyber)
- chächche – (an Körpergewicht) zunehmen
- Chale (m) – Glockenschwengel
- Chifl (m), pl. Chifl – grüne Bohne (Stangenbohne), im Gegensatz zu Chefe „Kefe“
- chnele, abenand chnele: zerbrechen (z. B. Holz, nicht aber Geschirr)
- Chnele (f) – (abschätzig) Wirtshaus
- Chnüütätsch – Fasnachtschüechli
- chöig – (positiv) in Form, fit, couragiert, „zwääg“; (negativ) eingebildet
- Chriis (n, Singular) – dünne Äste von Nadelbäumen, z. B. Tanechriis
- chriseltick, in es räägnet chriseltick – Es regnet Bindfäden (aber auch bei Schneefall verwendet)
- chröile, usechröile – kratzen, herauskratzen
- chrouse – knirschen
- chyybe – schimpfen
- chyybig – zornig, wütend; ds chyybig Ellbögli – Narrenbein, Ellennerv (v. a. wenn man ihn anschlägt)
- Chuuscht (m/f) – Herd (meist ist das traditionelle Modell mit Holzfeuerung gemeint, aber bisweilen hört man auch dr elektrisch Chuuscht)
- demäinig, demäinig tue: so tun als ob
- denou, denoufüür (pron.) – gewisse (denou lüüt, dt. „gewisse Leute“)
- denou äine – manch einer
- disewääg – auf die andere Weise
- eyber – (als Adjektiv) stattlich, gross; (als Adverb) heftig
- eybig – ewig
- eynder – eher, Superlativ dr eysigischt – „am ehesten“
- fäärig – letztes Jahr
- Fäkke (m) – Flügel, im Plural (abschätzig): Haarschopf
- Fänz (m) – Speise aus mit Butter geröstetem Mehl
- Feyrt (f) – Gepäck, Sack und Pack
- fläätig – prall (a dr fläätige Sune, dt. „an der prallen Sonne“)
- Flöig (f) – Fliege
- floune – schlagen
- Föim (m) – Rahmhäutchen, das sich beim Kochen von Vollmilch bildet
- Föitsche (m/pl) – Hausschuhe, „Finken“
- Fueder (n) – (Wagen-)Ladung
- gäächschützig (adj.) – voreilig, impulsiv
- gäigle – (mit einem Stuhl) wackeln, „gaagele“ (auch: gnappe)
- Gänterli (n) – (Küchen-)Schrank
- Gaschtig (f) – Gästeschaft, (abwertend:) Klientel
- Gatze (f) – Schöpflöffel
- Gelte (f) – Waschbottich
- gersauere – aus Dummheit unnützes Zeug tun (getreu dem Motto „einen Schritt nach vorn, zwei Schritte zurück“)
- gflingg – flink
- ghäisse – (jemanden) heissen (etw. zu tun)
- ghüüss – eingebildet, hochnäsig
- Ghyyum (m) – gekochter Schlagrahm mit Mehl
- gläichig – beweglich
- gluuschtere – jemandem abpassen
- Göppel (m) Fahrzeug (abschätzig)
- grantig – verärgert; grantig wäärde – einen Groll aufstauen
- Gregöil (n) – lärmiges Gelächter, Gejöhle
- Greytli (n) – Eiterpickel am Augenlid
- Grotze (f) – Baumwipfel
- gsetzt – verhindert (z. B. verhindert sein, an einen Termin zu erscheinen)
- Güder (m) – Abfall (vgl. berndeutsch Ghüder)
- Gumel (m) – Kartoffel (neben Härdöpfel)
- Gusch (m) – Sofa (fr. couche)
- guschpe, es guschpet: es wütet ein Schneesturm
- gwiirbe – herumhantieren
- Häärd (m) – Erdreich, Boden, Erde (als Material)
- Häärdwäslig (m) – mit Gras bewachsener Erdklumpen
- Häime, Häimetli – Bauernhof
- Häiteri (f) – natürliches Licht, Tageslicht (Du bisch mer i dr Heiteri, dt. „du stehst mir im Licht“)
- hääl – rutschig, glatt, glitschig
- Hälslig (m) – Strick, Seil
- heybsch – schlimm, grässlich
- hingicht – heute abend
- Horner – Februar
- Hösch (m) – Schluckauf (zürichdeutsch: Hitzgi)
- Houtsch (m!), Houtscheli (n) – Frau, die sich nicht um ihr Äusseres kümmert
- houtsche – herumstreifen, herumkriechen
- Hung (m) – Honig
- Ideyli (n), es Ideyli – ein ganz klein wenig
- Imd (m) – Bienenstock
- kchale – (Wasser) anfangen zu gefrieren, (Fett beim Abkühlen) eindicken
- Komédi (f) – Beschwerden, Umtrieb
- lääb – lauwarm
- lääsch – zu wenig gesalzen
- Läi (m) – Lehm
- Läise (f) – Fahrrinne, Spur
- lyyberemänds nüd – beileibe nicht (immer verneint); daas isch lyyberemänds nüüt wärt – das ist beileibe nichts wert
- lind – fertiggegart, durchgekocht; ds Schinkli isch lind – der Schinken ist fertig gekocht
- Linl (m) – Lineal
- Lùùg (f) (mit offenem u) – Lüge
- mäne – transportieren (z. B. mit einem Holzkarren)
- Mies (n) – Moos
- miiraa – meinetwegen
- Mou (m) – Mond
- Nidl (m) – Schlagrahm, manchmal auch Föim
- mürpfe – sich aus Ungeduld räuspern
- muuggle, es muuglet – es wird dunkel/Nacht
- näimis – etwas
- näime – irgendwo
- näme (adv.) – wohl, anscheinend
- nächtig – gestern Abend
- naure, nauere – schlummern
- Nitzigänt (m) – siehe Nidsigend, Verwechslung
- nouhää – nachher
- Obliecht (n) – kleine Luke im Dachstock
- Obsigänd (m) – siehe Nidsigend/Obsigend
- öppehyy – irgendwohin
- ouber – schneefrei
- oumächtig (Betonung auf dem -ä-) – lästig, mühsam, ärgerlich
- ourdeli – ziemlich, recht
- Ourechnüppel (m, Untermarch), Ourechnüttel (Obermarch) – Mumps
- pfnaatsche, pfäntschge – unanständig (laut) essen
- pfure, umenandpfure – umherrasen
- Piis (n) (mit offenem i) – Gebiss
- Pilgere (f) – Zahnfleisch
- Pintecheyr (f) – Wirtshaustour
- plegere – müssiggehen, faulenzen
- préziis (Adj.), prezisamänt (Adv.) – ganz genau
- pröitlet Härdöpfel – Rösti
- Räckholder (m) – Wacholder
- Reyd (f) – Stimme, Sprache
- ryydele – im Zorn sprechen, schreien
- rode – bewegen (sich nüd rode – „keinen Wank machen“; dää schtäi tuet si nüd verrode – „dieser Stein lässt sich nicht bewegen“)
- röisch – rasch, schnell; impulsiv, voreilig
- Rous (f) – kleines Tobel im Wald
- rouss – heftig, intensiv (häufig verneint: Si hät nü eso rouss gleyrt, dt. „Sie lernte nicht sehr intensiv“)
- rüebig – ruhig; mühelos
- ruuch – schlechtes Wetter, regnerisch, kühl (Es isch ruuch hüt, dt. „Es ist schlechtes Wetter heute“)
- Samstig (nicht Samschtig!) – Samstag
- Sänte (f) – Herde; e Sänte Vey – eine Herde Vieh
- sauft (adv.) – bedenkenlos, ohne Probleme
- Schäärme (m) – geschützter Ort; gemütliche Umgebung (dou wäärisch am Schäärme, dt. „hier wärst du (vom Regen) geschützt“)
- Schafräiti – Küchenschrank
- schnougge – (von Kleinkindern) kriechen
- schträäze – Bindfäden regnen
- schtriele, umeschtriele – umherstreifen
- schtrodle – (heftig) sieden
- Schübel (m), e Schübel – ein Haufen, viel
- Schüür (f) – Stall
- Schwaarte (f) – auch: Baumrinde
- Schwyynis (n) – Schweinefleisch
- Siene (f) – Sieb
- söles, seles: e söles – so etwas
- täfl – fit, „zwääg“
- tanggig, tangget – zu weich gekocht
- Tänntöirli – Scheunentor; Tänntöirliwätter – langanhaltendes Regenwetter (wenn man die ganze Zeit aus dem Scheunentor nach draussen schaut)
- tole – dulden, ertragen
- tienig – praktisch, nützlich, (von einer Person) angenehm
- Tuech (n): es rächts Tuech – ein Schlitzohr, es routs Tuech – ein Sozi
- tùùrschuu – andauernd (von fr. toujours)
- Trääsch (m) – ausgequetschte Apfel- und Birnenreste
- Trachter (m) – Trichter
- Träml (m) – (gefällter) Baumstamm
- Tüne – Wähe
- Tüürgge (m) – Mais
- Tuurpe, Tuurpenäärde – Torf
- übräi, überäi – überall
- uferthyy – nach wie vor, in Zukunft
- Umlauf (m) – Entzündung an einem Finger- oder Zehennagel
- uusmache – imitieren, nachmachen
- uusrüütte – roden
- überobe – oben (meist: im oberen Stockwerk)
- uuszäne (öpper) – jemanden grimmig/grollend anschauen
- uwarschyyndli – unglaublich (nicht „unwahrscheinlich“!)
- Verbäärmisch (n) – Erbarmen, Mitleid
- vergüüschtig – missgünstig
- versourge (öppis) – den Frust über etwas verbergen
- verhyye – kaputt machen (zürichdeutsch schlyysse)
- versaare, übersaare – mit Geröll und Schlamm angefüllt werden (Bachbett, Seeufer)
- Vetter (m) – Onkel (nicht Cousin!)
- wäidli – schnell
- wenoche – auf welche Weise, warum
- Wyymunet – Oktober
- wool (adv.) – gut; schlof wool! – gute Nacht!
- woolfüür (mit offenem -üü-) (öpper woolfüür haa – sich um jemanden bemühen)
- zäägge – Fäden ziehen (von Nahrungsmitteln)
- Zand, pl. Zänd – Zahn
- Zyyssete – Reihe (urspr.: Spur einer in eine Richtung verspritzten Flüssigkeit)
- Zimmerlinde (f) – (abschätzig) Ehefrau
- zuenää – zumachen, schliessen (ohne abzuschliessen, z. B. Fensterladen, Türe)

## Sprichwörter
- Ruuch draab tue, chunnt dezue – Wer sich über eine Aufgabe abschätzig äussert, findet sich später oft gezwungen, sie selbst zu verrichten.

- Guet gfuederet isch halbä gfaarä – Gut aufgeladen ist die halbe Fahrt.